# Karolyn Kirby
Karolyn Kirby (Brookline (Massachusetts), 30 de junho de 1961) é uma ex-jogadora de vôlei de praia estadunidense.

## Carreira
No ano de 1994, na estreia da modalidade nos Jogos da Boa Vontade (Goodwill Games), formou dupla com Liz Masakayan na conquista da medalha de ouro, competição que foi sediada em São Petersburgo, Rússia.Em 1997 disputou ao lado de Nancy Reno na conquista da medalha de bronze na primeira edição do Campeonato Mundial de Vôlei de Praia, em Los Angeles,Estados Unidos.